# Listă de localități din cantonul Valais
Cantonul Wallis cuprindea în anul 2009, 143 de comune.

## A
| Stema     | Numele comunei | Locuitori 31 decembrie 2008 | Suprafața in km² | Locuitori/ km² | District       |
| --------- | -------------- | --------------------------- | ---------------- | -------------- | -------------- |
| Agarn     | Agarn          | 772                         | 7.66             | 101            | Leuk           |
| Albinen   | Albinen        | 278                         | 15.48            | 18             | Leuk           |
| Anniviers | Anniviers      | 2481                        | 242.95           | 10             | Sierre         |
| Arbaz     | Arbaz          | 1098                        | 19.29            | 57             | Sion           |
|           | Ardon          | 2559                        | 20.35            | 126            | Conthey        |
|           | Ausserberg     | 669                         | 14.90            | 45             | Westlich Raron |
|           | Ayent          | 3501                        | 55.13            | 64             | Hérens         |

## B
| Stema              | Numele comunei     | Locuitori 31 decembrie 2008 | Suprafața in km² | Locuitori/ km² | District       |
| ------------------ | ------------------ | --------------------------- | ---------------- | -------------- | -------------- |
| Bagnes             | Bagnes             | 7467                        | 282.26           | 26             | Entremont      |
| Baltschieder       | Baltschieder       | 1211                        | 31.44            | 39             | Visp           |
| Bellwald           | Bellwald           | 447                         | 13.69            | 33             | Goms           |
| Betten             | Betten             | 397                         | 26.35            | 15             | Östlich Raron  |
| Binn               | Binn               | 147                         | 65.03            | 2              | Goms           |
| Birgisch           | Birgisch           | 220                         | 5.75             | 38             | Brig           |
|                    | Bister             | 27                          | 5.84             | 5              | Östlich Raron  |
| Bitsch             | Bitsch             | 840                         | 4.02             | 209            | Östlich Raron  |
| Blatten            | Blatten            | 317                         | 90.65            | 3              | Westlich Raron |
| Blitzingen         | Blitzingen         | 78                          | 11.81            | 7              | Goms           |
| Bourg-Saint-Pierre | Bourg-Saint-Pierre | 180                         | 90.09            | 2              | Entremont      |
| Bovernier          | Bovernier          | 789                         | 12.86            | 61             | Martigny       |
| Brig-Glis          | Brig-Glis          | 12'162                      | 38.08            | 319            | Brig           |
| Bürchen            | Bürchen            | 727                         | 13.45            | 54             | Westlich Raron |

## C
| Stema           | Numele comunei  | Locuitori 31 decembrie 2008 | Suprafața in km² | Locuitori/ km² | District      |
| --------------- | --------------- | --------------------------- | ---------------- | -------------- | ------------- |
| Chalais         | Chalais         | 3087                        | 24.46            | 126            | Sierre        |
| Chamoson        | Chamoson        | 2963                        | 32.47            | 91             | Conthey       |
| Champéry        | Champéry        | 1259                        | 38.88            | 32             | Monthey       |
| Charrat         | Charrat         | 1329                        | 7.61             | 175            | Martigny      |
| Chermignon      | Chermignon      | 2904                        | 5.38             | 540            | Sierre        |
| Chippis         | Chippis         | 1578                        | 1.98             | 797            | Sierre        |
| Collombey-Muraz | Collombey-Muraz | 6720                        | 29.81            | 225            | Monthey       |
| Collonges       | Collonges       | 526                         | 12.21            | 43             | Saint-Maurice |
| Conthey         | Conthey         | 7246                        | 84.98            | 85             | Conthey       |

## D
| Stema   | Numele comunei | Locuitori 31 decembrie 2008 | Suprafața in km² | Locuitori/ km² | District      |
| ------- | -------------- | --------------------------- | ---------------- | -------------- | ------------- |
| Dorénaz | Dorénaz        | 677                         | 12.57            | 54             | Saint-Maurice |

## E
| Stema     | Numele comunei | Locuitori 31 decembrie 2008 | Suprafața in km² | Locuitori/ km² | District       |
| --------- | -------------- | --------------------------- | ---------------- | -------------- | -------------- |
| Eggerberg | Eggerberg      | 345                         | 5.94             | 58             | Brig           |
| Eischoll  | Eischoll       | 490                         | 13.77            | 36             | Westlich Raron |
| Eisten    | Eisten         | 207                         | 38.05            | 5              | Visp           |
| Embd      | Embd           | 331                         | 13.39            | 25             | Visp           |
| Ergisch   | Ergisch        | 192                         | 30.13            | 6              | Leuk           |
| Ernen     | Ernen          | 518                         | 35.38            | 15             | Goms           |
| Erschmatt | Erschmatt      | 294                         | 11.20            | 26             | Leuk           |
|           | Evionnaz       | 1045                        | 47.99            | 22             | Saint-Maurice  |
| Evolène   | Evolène        | 1671                        | 209.94           | 8              | Hérens         |

## F
| Stema       | Numele comunei | Locuitori 31 decembrie 2008 | Suprafața in km² | Locuitori/ km² | District       |
| ----------- | -------------- | --------------------------- | ---------------- | -------------- | -------------- |
| Ferden      | Ferden         | 277                         | 27.92            | 10             | Westlich Raron |
| Fiesch      | Fiesch         | 955                         | 11.26            | 85             | Goms           |
| Fieschertal | Fieschertal    | 287                         | 172.96           | 2              | Goms           |
| Finhaut     | Finhaut        | 337                         | 22.86            | 15             | Saint-Maurice  |
| Fully       | Fully          | 7196                        | 37.79            | 190            | Martigny       |

## G
| Stema          | Numele comunei | Locuitori 31 decembrie 2008 | Suprafața in km² | Locuitori/ km² | District      |
| -------------- | -------------- | --------------------------- | ---------------- | -------------- | ------------- |
| Gampel-Bratsch | Gampel-Bratsch | 1854                        | 23.09            | 80             | Leuk          |
| Grächen        | Grächen        | 1334                        | 14.32            | 93             | Visp          |
| Grafschaft     | Grafschaft     | 198                         | 22.62            | 9              | Goms          |
| Grengiols      | Grengiols      | 474                         | 58.46            | 8              | Östlich Raron |
| Grimisuat      | Grimisuat      | 2721                        | 4.44             | 613            | Sion          |
| Grône          | Grône          | 2136                        | 21.14            | 101            | Sierre        |
| Guttet-Feschel | Guttet-Feschel | 401                         | 10.51            | 38             | Leuk          |

## H
| Stema     | Numele comunei | Locuitori 31 decembrie 2008 | Suprafața in km² | Locuitori/ km² | District |
| --------- | -------------- | --------------------------- | ---------------- | -------------- | -------- |
| Hérémence | Hérémence      | 1324                        | 107.53           | 12             | Hérens   |

## I
| Stema     | Numele comunei | Locuitori 31 decembrie 2008 | Suprafața in km² | Locuitori/ km² | District |
| --------- | -------------- | --------------------------- | ---------------- | -------------- | -------- |
| Icogne    | Icogne         | 511                         | 24.81            | 21             | Sierre   |
| Inden     | Inden          | 103                         | 9.86             | 10             | Leuk     |
| Isérables | Isérables      | 883                         | 15.23            | 58             | Martigny |

## K
| Stema  | Numele comunei | Locuitori 31 decembrie 2008 | Suprafața in km² | Locuitori/ km² | District       |
| ------ | -------------- | --------------------------- | ---------------- | -------------- | -------------- |
| Kippel | Kippel         | 374                         | 11.66            | 32             | Westlich Raron |

## L
| Stema       | Numele comunei | Locuitori 31 decembrie 2008 | Suprafața in km² | Locuitori/ km² | District  |
| ----------- | -------------- | --------------------------- | ---------------- | -------------- | --------- |
| Lalden      | Lalden         | 679                         | 1.28             | 530            | Visp      |
| Lax         | Lax            | 299                         | 5.02             | 60             | Goms      |
| Lens        | Lens           | 3722                        | 13.91            | 268            | Sierre    |
| Les Agettes | Les Agettes    | 337                         | 5.09             | 66             | Hérens    |
| Leuk        | Leuk           | 3449                        | 44.16            | 78             | Leuk      |
| Leukerbad   | Leukerbad      | 1590                        | 67.23            | 24             | Leuk      |
| Leytron     | Leytron        | 2520                        | 26.85            | 94             | Martigny  |
| Liddes      | Liddes         | 758                         | 60.16            | 13             | Entremont |

## M
| Stema             | Numele comunei    | Locuitori 31 decembrie 2008 | Suprafața in km² | Locuitori/ km² | District      |
| ----------------- | ----------------- | --------------------------- | ---------------- | -------------- | ------------- |
| Martigny          | Martigny          | 15'635                      | 24.97            | 626            | Martigny      |
| Martigny-Combe    | Martigny-Combe    | 2035                        | 37.63            | 54             | Martigny      |
| Martisberg        | Martisberg        | 20                          | 3.01             | 7              | Östlich Raron |
| Mase              | Mase              | 222                         | 11.10            | 20             | Hérens        |
| Massongex         | Massongex         | 1492                        | 6.63             | 225            | Saint-Maurice |
| Mex               | Mex (VS)          | 141                         | 7.92             | 18             | Saint-Maurice |
| Miège             | Miège             | 1152                        | 2.53             | 455            | Sierre        |
| Mollens           | Mollens (VS)      | 866                         | 32.51            | 27             | Sierre        |
| Montana           | Montana           | 2280                        | 4.89             | 466            | Sierre        |
| Monthey           | Monthey           | 16'302                      | 28.63            | 569            | Monthey       |
| Mörel             | Mörel-Filet       | 674                         | 8.45             | 80             | Östlich Raron |
| Mund              | Mund              | 511                         | 40.12            | 13             | Brig          |
| Münster-Geschinen | Münster-Geschinen | 500                         | 48.59            | 10             | Goms          |

## N
| Stema         | Numele comunei | Locuitori 31 decembrie 2008 | Suprafața in km² | Locuitori/ km² | District       |
| ------------- | -------------- | --------------------------- | ---------------- | -------------- | -------------- |
| Naters        | Naters         | 8015                        | 101.17           | 79             | Brig           |
| Nax           | Nax            | 452                         | 24.54            | 18             | Hérens         |
| Nendaz        | Nendaz         | 5861                        | 86.01            | 68             | Conthey        |
| Niedergesteln | Niedergesteln  | 669                         | 17.43            | 38             | Westlich Raron |
| Niederwald    | Niederwald     | 44                          | 4.68             | 9              | Goms           |

## O
| Stema    | Numele comunei | Locuitori 31 decembrie 2008 | Suprafața in km² | Locuitori/ km² | District  |
| -------- | -------------- | --------------------------- | ---------------- | -------------- | --------- |
| Oberems  | Oberems        | 130                         | 50.27            | 3              | Leuk      |
| Obergoms | Obergoms       | 718                         | 155.83           | 5              | Goms      |
| Orsières | Orsières       | 2944                        | 165.02           | 18             | Entremont |

## P
| Stema       | Numele comunei | Locuitori 31 decembrie 2008 | Suprafața in km² | Locuitori/ km² | District |
| ----------- | -------------- | --------------------------- | ---------------- | -------------- | -------- |
| Port-Valais | Port-Valais    | 3116                        | 14.35            | 217            | Monthey  |

## R
| Stema               | Numele comunei      | Locuitori 31 decembrie 2008 | Suprafața in km² | Locuitori/ km² | District       |
| ------------------- | ------------------- | --------------------------- | ---------------- | -------------- | -------------- |
| Randa               | Randa               | 388                         | 54.51            | 7              | Visp           |
| Randogne            | Randogne            | 4110                        | 16.88            | 243            | Sierre         |
| Raron               | Raron               | 1835                        | 30.31            | 61             | Westlich Raron |
| Reckingen-Gluringen | Reckingen-Gluringen | 504                         | 41.24            | 12             | Goms           |
| Riddes              | Riddes              | 2590                        | 23.88            | 108            | Martigny       |
| Ried-Brig           | Ried-Brig           | 1752                        | 47.50            | 37             | Brig           |
| Riederalp           | Riederalp           | 536                         | 21.04            | 25             | Östlich Raron  |

## S
| Stema          | Numele comunei      | Locuitori 31 decembrie 2008 | Suprafața in km² | Locuitori/ km² | District       |
| -------------- | ------------------- | --------------------------- | ---------------- | -------------- | -------------- |
| Saas Almagell  | Saas Almagell       | 389                         | 110.22           | 4              | Visp           |
| Saas Balen     | Saas Balen          | 403                         | 30.18            | 13             | Visp           |
| Saas Fee       | Saas Fee            | 1675                        | 40.60            | 41             | Visp           |
| Saas Grund     | Saas Grund          | 1131                        | 24.55            | 46             | Visp           |
| Saillon        | Saillon             | 2009                        | 13.74            | 146            | Martigny       |
| Saint-Gingolph | Saint-Gingolph      | 831                         | 14.38            | 58             | Monthey        |
| Saint-Léonard  | Saint-Léonard       | 2064                        | 3.90             | 529            | Sierre         |
| Saint-Martin   | Saint-Martin (VS)   | 938                         | 37.02            | 25             | Hérens         |
| Saint-Maurice  | Saint-Maurice       | 4013                        | 7.02             | 572            | Saint-Maurice  |
| Salgesch       | Salgesch            | 1337                        | 11.34            | 118            | Leuk           |
| Salins         | Salins              | 974                         | 4.14             | 235            | Sion           |
| Salvan         | Salvan              | 1092                        | 53.54            | 20             | Saint-Maurice  |
| Savièse        | Savièse             | 6239                        | 70.92            | 88             | Sion           |
| Saxon          | Saxon               | 4182                        | 23.23            | 180            | Martigny       |
| Sembrancher    | Sembrancher         | 848                         | 17.63            | 48             | Entremont      |
| Sierre         | Sierre (dt. Siders) | 15'574                      | 19.18            | 812            | Sierre         |
| Simplon        | Simplon             | 345                         | 90.82            | 4              | Brig           |
| Sion           | Sion                | 29'304                      | 25.62            | 1144           | Sion           |
| St. Niklaus    | St. Niklaus         | 2268                        | 89.23            | 25             | Visp           |
| Stalden        | Stalden (VS)        | 1123                        | 10.43            | 108            | Visp           |
| Staldenried    | Staldenried         | 584                         | 14.32            | 41             | Visp           |
| Steg-Hohtenn   | Steg-Hohtenn        | 1502                        | 14.15            | 106            | Westlich Raron |

## T
| Stema         | Numele comunei | Locuitori 31 decembrie 2008 | Suprafața in km² | Locuitori/ km² | District |
| ------------- | -------------- | --------------------------- | ---------------- | -------------- | -------- |
| Täsch         | Täsch          | 1060                        | 58.72            | 18             | Visp     |
| Termen        | Termen         | 863                         | 18.73            | 46             | Brig     |
| Törbel        | Törbel         | 501                         | 17.59            | 28             | Visp     |
| Trient        | Trient         | 145                         | 39.56            | 4              | Martigny |
| Troistorrents | Troistorrents  | 4125                        | 36.98            | 112            | Monthey  |
| Turtmann      | Turtmann       | 988                         | 41.09            | 24             | Leuk     |

## U
| Stema     | Numele comunei | Locuitori 31 decembrie 2008 | Suprafața in km² | Locuitori/ km² | District       |
| --------- | -------------- | --------------------------- | ---------------- | -------------- | -------------- |
| Unterbäch | Unterbäch      | 415                         | 21.99            | 19             | Westlich Raron |
| Unterems  | Unterems       | 163                         | 1.18             | 138            | Leuk           |

## V
| Stema          | Numele comunei | Locuitori 31 decembrie 2008 | Suprafața in km² | Locuitori/ km² | District      |
| -------------- | -------------- | --------------------------- | ---------------- | -------------- | ------------- |
| Val-d'Illiez   | Val-d'Illiez   | 1656                        | 39.26            | 42             | Monthey       |
| Varen          | Varen          | 622                         | 12.81            | 49             | Leuk          |
| Venthône       | Venthône       | 1154                        | 2.53             | 456            | Sierre        |
| Vernamiège     | Vernamiège     | 184                         | 7.39             | 25             | Hérens        |
| Vernayaz       | Vernayaz       | 1766                        | 5.60             | 315            | Saint-Maurice |
| Vérossaz       | Vérossaz       | 564                         | 14.28            | 39             | Saint-Maurice |
| Vétroz         | Vétroz         | 4439                        | 10.45            | 425            | Conthey       |
| Vex            | Vex            | 1602                        | 12.99            | 123            | Hérens        |
| Veyras         | Veyras         | 1676                        | 1.45             | 1156           | Sierre        |
| Veysonnaz      | Veysonnaz      | 558                         | 1.10             | 507            | Sion          |
| Vionnaz        | Vionnaz        | 2137                        | 20.93            | 102            | Monthey       |
| Visp           | Visp           | 6777                        | 13.17            | 515            | Visp          |
| Visperterminen | Visperterminen | 1397                        | 51.62            | 27             | Visp          |
| Vollèges       | Vollèges       | 1520                        | 17.87            | 85             | Entremont     |
| Vouvry         | Vouvry         | 3471                        | 33.50            | 104            | Monthey       |

## W
| Stema            | Numele comunei   | Locuitori 31 decembrie 2008 | Suprafața in km² | Locuitori/ km² | District       |
| ---------------- | ---------------- | --------------------------- | ---------------- | -------------- | -------------- |
| Wiler (Lötschen) | Wiler (Lötschen) | 550                         | 14.66            | 38             | Westlich Raron |

## Z
| Stema        | Numele comunei | Locuitori 31 decembrie 2008 | Suprafața in km² | Locuitori/ km² | District |
| ------------ | -------------- | --------------------------- | ---------------- | -------------- | -------- |
| Zeneggen     | Zeneggen       | 235                         | 7.49             | 31             | Visp     |
| Zermatt      | Zermatt        | 5775                        | 242.69           | 24             | Visp     |
| Zwischbergen | Zwischbergen   | 111                         | 86.15            | 1              | Brig     |